# Plataforma de gelo Ayles

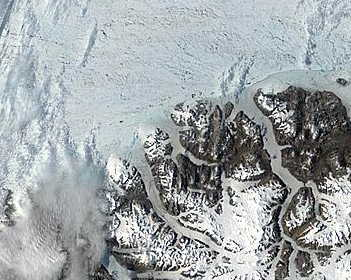
Antes: Ilha Ellesmere em 12 de julho de 2002.

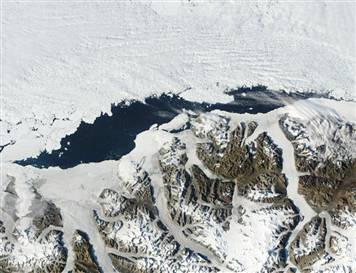
Após: Imagem de satélite da NASA obtida em 13 de agosto de 2005, mostrando o colapso. A recém-formada ilha de gelo constitui apenas uma pequena parte desta imagem, sendo o fragmento muito próxima da costa no centro da imagem. A ilha de gelo encontra-se assinalada numa imagem mostrada neste artigo da CBC.

A plataforma de gelo Ayles era uma das seis principais plataformas de gelo do Canadá, todas elas situadas na costa norte da ilha Ellesmere, Nunavut. Separou-se da costa em 13 de agosto de 2005, formando uma gigantesca ilha de gelo com 37 m de espessura e medindo aproximadamente 14 por 5 km. Crê-se que o gelo mais antigo da plataforma tenha cerca de 3000 anos de idade. A plataforma estava situada a 83º1,5' N, 77º33,5' O, a cerca de 800 km para sul do Polo Norte.
A plataforma de gelo Ayles, tal como o seu vizinho Monte Ayles, foi assim chamada em honra de Adam Ayles, que serviu sob o comando de George Strong Nares a bordo do HMS Alert na Expedição Britânica ao Ártico. Um levantamento das plataformas de gelo do Canadá, efetuado em 1986, permitiu concluir que entre 1959 e 1974 as plataformas de gelo Ayles e Milne haviam perdido cerca de 44 km² de gelo.

## Separação
Em 13 de Agosto de 2005, a totalidade da plataforma de gelo separou-se da costa de Ellesmere, formando uma nova ilha de gelo. Acredita-se que tenha sido a maior separação deste tipo ocorrida no Canadá nos últimos 30 anos. Este acontecimento foi registado por sismómetros no norte do Canadá, e verificado através de imagens de satélite.
Alguns dias após a separação, a antiga plataforma havia derivado cerca de 50 km desde a ilha Ellesmere, até ter sido retida por gelo flutuante. Teme-se que quando o gelo derreta na primavera, as temperaturas elevadas libertem a antiga plataforma, tornando-a um perigo para navios e plataformas petrolíferas no seu percurso de deriva.
A separação foi anunciada pelo Canadian Ice Service na altura da sua ocorrência, mas foram necessários 16 meses para reconstruir toda a sequência de separação a partir de dados de imagens de satélite mais antigas, para determinar as condições climáticas durante a separação e para que este acontecimento tivesse a atenção do público. Este acontecimento, que tem sido associado ao aquecimento global, é semelhante à separação da plataforma de gelo Larsen na Antártica ocorrida em 2002.
A velocidade da separação é também digna de nota; ocorreu em menos de uma hora. O Canadá perdeu cerca de 90% das suas plataformas de gelo nos últimos 100 anos.